# Adrien Thomasson
Adrien Thomasson (Bourg-Saint-Maurice, 1993. december 10. –) francia labdarúgó, a Lens középpályása.

## Pályafutása
Thomasson a franciaországi Bourg-Saint-Maurice községben született. Az ifjúsági pályafutását a Bourg-Saint-Maurice és az Annecy csapatában kezdte, majd az Évian akadémiájánál folytatta.
2013-ban mutatkozott be az Évian első osztályban szereplő felnőtt keretében. A 2013–14-es szezonban a Vannes csapatát erősítette kölcsönben. 2015-ben a Nantes szerződtette. 2018-ban a Stasbourghoz igazolt. 2023. január 12-én 3½ éves szerződést kötött a Lens együttesével. Először a 2023. január 14-ei, Auxerre ellen 1–0-ra megnyert mérkőzés 90+1. percében, Florian Sotoca cseréjeként lépett pályára. Első gólját 2023. január 28-án, a Troyes ellen idegenben 1–1-es döntetlennel zárult találkozón szerezte meg.

## Statisztikák
2023. február 1. szerint
| Klub       | Szezon   | Osztály  | Bajnokság | Bajnokság | Kupa  | Kupa | Nemzetközi | Nemzetközi | Összesen | Összesen |
| Klub       | Szezon   | Osztály  | Meccs     | Gól       | Meccs | Gól  | Meccs      | Gól        | Meccs    | Gól      |
| ---------- | -------- | -------- | --------- | --------- | ----- | ---- | ---------- | ---------- | -------- | -------- |
| Nantes     | 2015–16  | Ligue 1  | 34        | 2         | 5     | 1    | —          | —          | 39       | 3        |
| Nantes     | 2016–17  | Ligue 1  | 29        | 2         | 4     | 1    | —          | —          | 33       | 3        |
| Nantes     | 2017–18  | Ligue 1  | 36        | 5         | 2     | 2    | —          | —          | 38       | 7        |
| Nantes     | Összesen | Összesen | 99        | 9         | 11    | 4    | 0          | 0          | 110      | 13       |
| Strasbourg | 2018–19  | Ligue 1  | 34        | 5         | 4     | 0    | —          | —          | 38       | 5        |
| Strasbourg | 2019–20  | Ligue 1  | 25        | 8         | 3     | 1    | 4          | 1          | 32       | 10       |
| Strasbourg | 2020–21  | Ligue 1  | 37        | 5         | 0     | 0    | —          | —          | 37       | 5        |
| Strasbourg | 2021–22  | Ligue 1  | 31        | 8         | 2     | 0    | —          | —          | 33       | 8        |
| Strasbourg | 2022–23  | Ligue 1  | 15        | 0         | 1     | 0    | —          | —          | 16       | 0        |
| Strasbourg | Összesen | Összesen | 142       | 26        | 10    | 1    | 4          | 1          | 156      | 28       |
| Lens       | 2022–23  | Ligue 1  | 3         | 1         | 1     | 1    | —          | —          | 4        | 2        |
| Összesen   | Összesen | Összesen | 244       | 36        | 22    | 6    | 4          | 1          | 270      | 43       |

## Sikerei, díjai
Strasbourg
- Francia Ligakupa
  - Győztes (1): 2018–19